# ماتسودایرا ساداآکی
ماتسودایرا ساداآکی (انگلیسی: Matsudaira Sadaaki; ۱۸ ژانویهٔ ۱۸۴۷ – ۱۲ ژوئیهٔ ۱۹۰۸) دایمیو در دوره باکوماتسو او آخرین فرمانروای قلمرو کووانا، اهل ژاپن بود.